# 峨眉箬竹
峨眉箬竹（学名：Indocalamus emeiensis）为禾本科箬竹属下的一个种。其种加词“emeiensis”意为“四川峨眉山的”。